# Cosimo Ferro
Pour les articles homonymes, voir Ferro.
Cosimo Ferro est un épéiste italien né le 8 juin 1962 à Catane.

## Carrière
Cosimo Ferro participe à l'épreuve d'épée par équipe lors des Jeux olympiques d'été de 1984 à Los Angeles et remporte avec ses partenaires italiens Stefano Bellone, Sandro Cuomo, Roberto Manzi et Angelo Mazzoni la médaille de bronze.